# Huperzina
La huperzina A es una alcaloide sesquiterpeno natural que se extrae de una licófita china, Huperzia serrata, y en cantidades variables en otras especies Huperzia, incluyendo H. elmeri, H. carinat, y H. aqualupian.
La huperzina A es un inhibidor de la acetilcolinesterasa, que tiene un mecanismo de acción similar al donepezilo, rivastigmina y galantamina. Se está desarrollando un profármaco de la huperzina A (ZT-1) como tratamiento para la enfermedad de Alzheimer.
En los Estados Unidos la huperzina A se vende como un suplemento dietético para incrementar la memoria. La planta se ha utilizado en China, durante siglos para el tratamiento de los trastornos de inflamación, fiebre y sangre. Los ensayos clínicos en China han demostrado ser eficaces en el tratamiento de la enfermedad de Alzheimer, demencia senil y como nootrópico potenciador de la memoria en estudiantes.
Fue aislada por primera vez en 1948 por científicos chinos.